# Lư Thắng Ngạn
Lư Thắng Ngạn (tiếng Trung: 盧勝彥; bính âm: Lú Shèngyàn; Bạch thoại tự: Lô Sèng-gān, 27 tháng 6 năm 1945), thường được các đệ tử gọi với tên thân mật là Lư Sư Tôn (Grand Master Lu) (師尊) là người sáng lập và lãnh đạo tinh thần của Chân Phật Tông, một tông phái Phật giáo mới giảng dạy về Mật Tông. Lư Thắng Ngạn được biết đến với danh hiệu Liên Sanh Hoạt Phật (蓮生活佛, Liansheng Huófó) và được các đệ tử của mình công nhận là Phật sống.
Chân Phật Tông có hơn 5 triệu đệ tử đã quy y ông Lư. Có khoảng hơn 400 chùa và đạo tràng của Chân Phật Tông trên thế giới. Những người theo ông Lư đến chủ yếu từ cộng đồng người Hoa tại Singapore, Indonesia, Malaysia, Hồng Kông, Đài Loan và Hoa Kỳ. Ông Lư có 2 quốc tịch Mỹ và Đài Loan, và thường xuyên di chuyển giữa 2 quốc gia này.
Ông Lư từng kết hôn với Liên Hương, cũng là một Kim Cang Thượng Sư, thường được gọi là Sư Mẫu. Trước khi ông Lư thọ tỳ kheo giới, họ đã có hai người con

## Đời tư
Ông Lư sinh 1945 tại một làng quê ở Hậu Hồ, Gia Nghĩa, Đài Loan. Từ nhỏ đến năm 25 tuổi, Lư là một giáo đồ Cơ Đốc giáo. Ông Lư tốt nghiệp Viện Công nghệ Chung Cheng với bằng Kỹ thuật khảo sát.
Năm 1969, Ông Lư viết cuốn sách “ Linh Cơ Thần Toán” kể về mình đột nhiên có khả năng giao tiếp được với những “linh” ở thế giới khác. Từ đó ông Lư được các "linh sư vô hình" dẫn dắt đển học Đạo giáo, Mật giáo với Thanh Chân Đạo Trưởng, học Hiển giáo và Mật giáo với 21 vị sư phụ khác. Năm 1982, ông Lư cùng một nhóm nhỏ đệ tử đã chuyển đến Hoa Kỳ và cư trú tại bang Washington.
Đến nay, ông Lư đã viết hơn 232 cuốn sách tiếng Hoa với nhiều chủ đề về tâm linh, phong thủy và chủ yếu là Phật pháp. Khoảng 15 đến 20 quyển trong số đó đã được dịch biên soạn sang tiếng Anh, Thái, Pháp và Tây Ban Nha. Ông từng ẩn cư tu luyện trong 6 năm từ cuối năm 2000, phần lớn thời gian tại Taihiti và một số nơi tại Đài Loan. 

## Chân Phật Tông truyền thừa và quá trình tu luyện
Ông Lư bái tôn truyền nhân thứ 14 của Thanh Thành Đạo Gia là Thanh Chân Đạo Trưởng, ấn hiệu “Liễu Minh Hòa Thượng” để tu tập Đạo pháp và Mật Pháp, học Phong Thủy, Địa Lý, Linh Cơ Thần Toán…và trở thành người Đại Truyền Thừa thứ 15 Thanh Thành phái, Đạo hiệu là “Huyền Hạc Đạo Trưởng”. Từ năm 1970, ông Lư quy y Ấn Thuận Đạo Sư thuộc Hiển Giáo, Lạc Quả Pháp Sư, Đạo An Pháp Sư. Năm 1972 ông thụ Bồ Tát Giới ở chùa Nam Đầu Bích Sơn Nham, giới sư là Hiền Thuận Pháp Sư, Tuệ Tam Pháp Sư, Giác Quang Pháp Sư, phụ trách khóa học là Thiện Dương Pháp Sư và Thượng Lâm Pháp Sư.
Từ năm 1981, ông lần lượt quy y các thượng sư của tông phái Phật giáo Tây Tạng bao gồm như sau:
- Ninh Mã phái (Hồng Giáo - Nyingma) đạt được Truyền Thừa Tâm Ấn và Quán Đỉnh từ Liễu Minh Hòa thượng. (Liễu Minh Hòa thượng có truyền thừa từ các Rinopche Ninh Mã Tây Tạng tị nạn vào cuối đời nhà Thanh)
- Tát Già phái (Hoa Giáo - Sakya) đạt được “Đại Viên Thắng Tuệ Quán Đỉnh” và “A Xà Lê Quán Đỉnh” của Lạt Ma Tát Già Chứng Không.
- Cát Cử phái (Bạch Giáo - Kagyu) tiếp nhận “Ngũ Phật Nghiêm Đỉnh Quán” từ Tạp Mã Ba Tứ và Bạch Giáo Tối cao đời Đại Bảo Pháp Vương thứ 16.
- Cách Lỗ phái (Hoàng Giáo - Gelugpa) được nhận Quán Đỉnh “Vô Thượng Mật Bộ” của Thượng Sư Thổ Đăng Đạt Nhĩ Kiết.
Ông Lư thành lập trụ sở chính của Chân Phật Tông tại thành phố Redmont – U.S.A và truyền dạy Mật Pháp trên hệ thống hơn 400 đạo tràng Lôi Tạng Tự trên khắp thế giới. Số lượng pháp sư quy y và thọ tỳ kheo giới theo Chân Phật Tông là khoảng hơn 2000 người.
Qua các câu chuyện của mình, ông thường mô tả ông là Đại Bạch Liên Hoa Đồng Tử (Padmakumara) đến từ thế giới Tây Phương Cực Lạc xuống hạ giới độ chúng sanh. Đi cùng ông còn có các Liên Hoa Đồng Tử khác, lớn nhỏ và đầy đủ màu sắc Tím, Hồng, Vàng, Xanh, Đen cả thảy 500 vị. Đại Bạch Liên Hoa Đồng Tử là do Phật AdiĐà hóa thành. Hay nói cách khác ông chính là hóa thân của Phật AdiĐà.   
Ông Lư đề cao Homa pháp (Pháp lửa cung cúng dường Phật) và mỗi cuối tuần đều tổ chức pháp hội Homa cúng dường, quán đảnh và giảng pháp tại các phân đường chính (Đài Trung Lôi Tạng Tự và Chùa Cầu Vồng – Redmont U.S.A).

## Tranh Cãi
Năm 2007, khi Chân Phật Tông phát triển mạnh tại Malaysia, 6 tổ chức lớn nhất thuộc liên hiệp Phật giáo Malaysia đã có những hành động phản đối kịch liệt và không công nhận Chân Phật Tông. Sau đó Chân Phật Tông đã thành lập Tổng Hội Mật Giáo Malaysia và hoạt động độc lập dưới sự cho phép của pháp luật. Malaysia hiện nay là nơi có nhiều đệ tử của Chân Phật Tông nhất trên thế giới. Năm 2008, Pháp hội Thời Luân Kim Cang tổ chức tại Kuala Lampor thu hút 7 vạn người tới dự và cùng lúc có 1 vạn người xin quy y.
Lư Thắng Ngạn từng gây xôn xao khi vướng vào cuộc điều tra của Ủy ban Nhà nước Bang Washington, khi bị nghi ngờ thông qua quỹ từ thiện rửa tiền vận động cho thống đốc Gary Locke chạy vào Nhà Trắng. Tuy nhiên Locke được chứng minh trong sạch trước ủy ban vào năm 1988. Việc này cũng không ảnh hưởng đến tiền đồ của Locke khi mà sau đó ông ta được giữ chức Bộ trưởng Bộ Thương mại Hoa Kỳ.
Lư Thắng Ngạn cũng từng bị kiện bởi một cựu đệ tử nhập cư người Malaysia với cáo buộc lạm dụng tình dục. Tuy nhiên cáo buộc này không được chấp thuận bởi tòa án hạt King County vì bên nguyên không đưa ra được bằng chứng. Cuối cùng tòa án hạt King County đã tuyên bố chấm dứt vụ kiện. 
Lư Thắng Ngạn tôn thờ Dao Trì Kim Mẫu là một trong 3 bổn tôn lớn nhất của mình (ADiĐà Phật, Địa Tạng Vương Bồ Tát và Dao Trì Kim Mẫu), trong các chùa Lôi Tạng Tự của Chân Phật Tông đều có thờ Dao Trì Kim Mẫu tại chánh điện, bản thân ông cũng truyền dạy và quán đảnh pháp Dao Trì Kim Mẫu như một bổn tôn cho các đệ tử. Điều này cũng gây ra ít nhiều sự phản đối của các tông phái Phật giáo khác, khi họ cho rằng Dao Trì Kim Mẫu là thần linh của Đạo giáo.    
Lư Thắng Ngạn thường tán dương vai trò của các tiểu thần như Thổ Địa, Thành Hoàng cũng như đề cao công dụng thần chú An Thổ Địa Chân Ngôn, dặn các học trò phải có thái độ kính trọng đối với các tiểu thần cho dù đã quy y theo tam bảo Phật Pháp Tăng.  
Ngoài ra trong các cuốn sách của mình, Lư Thắng Ngạn thường kể về những cuộc giao tiếp với Phật Tổ Như Lai, Quan Thế Âm Bồ Tát, Địa Tạng Vương Bồ Tát và nhiều Phật, Bồ tát khác giống như những người bạn thân quen.